# 왕징난역
왕징난역(중국어: 望京南站)은 중국 베이징시 차오양구 왕징 가도와 주샨차오 가도가 서로 교차하는 지점에 위치한다. 이 역은 계획 및 설계 단계에서 징순루역(중국어: 京顺路站)으로 알려져 있었다. 베이징 지하철 14호선의 지하철역으로 2014년 12월 28일 14호선 동부구간 개통과 함께 개장되었다.

## 위치
왕징난역은 북동 4환로 외곽, 왕징 지역 남동쪽 경계선 중앙, 징미로(G101, 남서북동방향)와 광순 남대가 - 완훙 교차로 북서쪽에 위치한다.
수도 공항선의 고가선은 징미로 남동쪽을 따라 배치되어 있으며 현재 역은 존재하지 않는다. 수도공항선 왕징난역의 추가 예정은 차오양구 징미로와 광순 남대가 교차점 남서쪽에 위치하며, 징미로를 따라 중간에 건설되는 2층짜리 고가역으로 건설될 예정이다. 도로 길이는 약 160m, 폭은 22.24m이며, 지하철 환승 통로를 통해 14호선 왕징난역과 환승이 가능해진다.

## 역 구조
왕징난역은 2면 2선의 상대식 승강장으로 설계되었다.

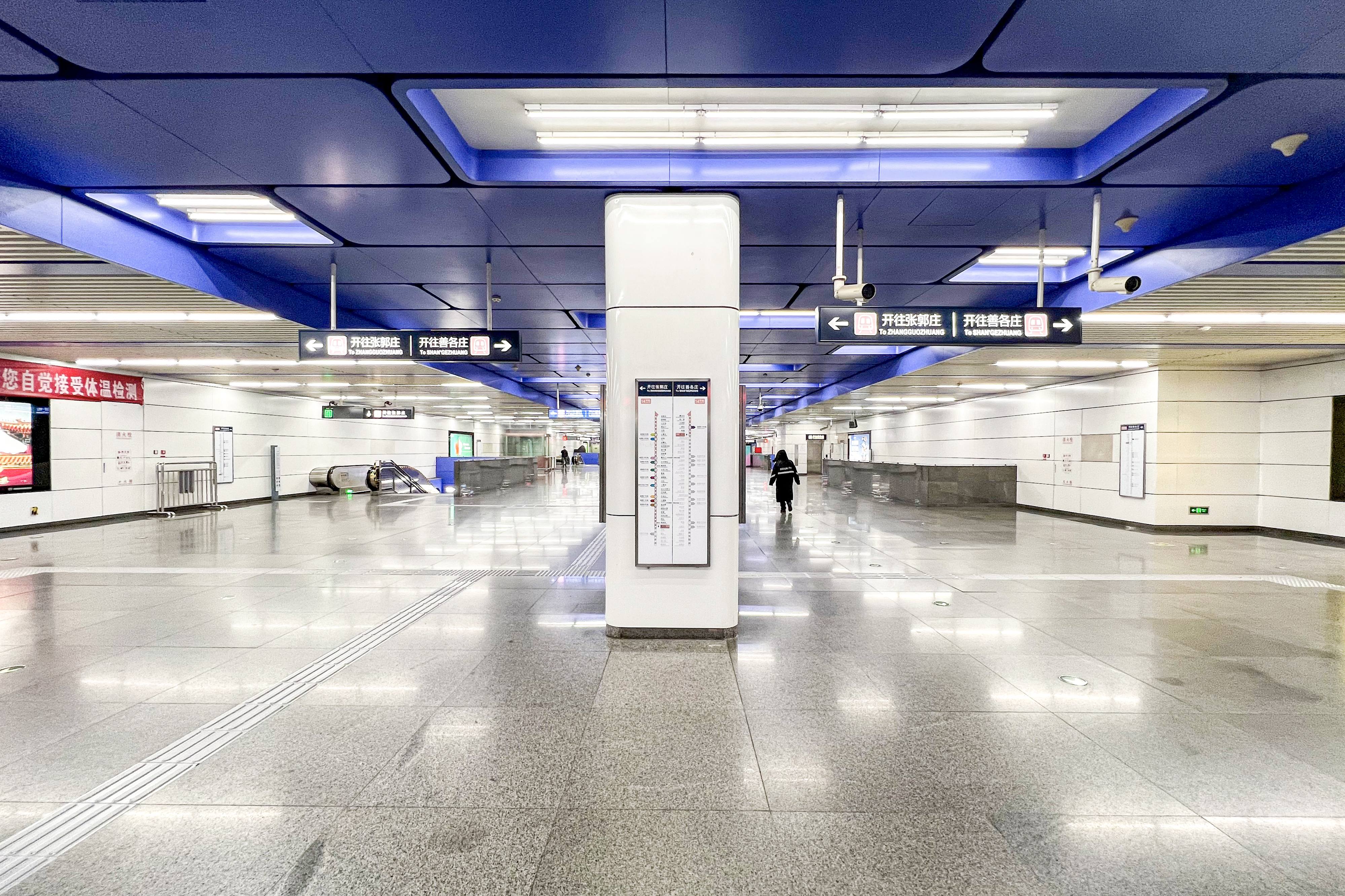
대합실(2022년 3월)

### 층별 구조
| 지면층          | 출입구                              | A－C출입구                          |
| 지하 1층 대합실 | 대합실                              | 고객센터, 자동발권기, 출입문        |
| 지하 2층 승강장 | 상대식 승강장, 오른쪽 출입문이 열림 | 상대식 승강장, 오른쪽 출입문이 열림 |
| 지하 2층 승강장 | ←                                   | ■ 14호선 장궈좡 방면 (가오자위안)   |
| 지하 2층 승강장 | →                                   | ■ 14호선 산거좡 방면 (푸퉁)         |
| 지하 2층 승강장 | 상대식 승강장, 오른쪽 출입문이 열림 |                                     |

## 출입구
현재 왕징남역은 임시 개방된 B2 출입구를 제외하고 3개의 출입구를 사용하고 있다.
|                         |                         | |      |           |
| 출구                    | 지시                    | 목적지 | 사진 | 편의 시설 |
| 出口 · A                | 광순 남대가(广顺南大街) | 광순 남대가(广顺南大街), 왕징 동로(望京东路), 리싱싱 광장(利星行广场), 왕징 국제 비즈니스 센터(望京国际商业中心), 팡헝 쇼핑센터(方恒购物中心), 신세계 백화점(新世界百货) |      | 빈칸      |
| 出口 · B · 1            | 징미로(京密路)          | 징미로(京密路), 완훙 서가(万红西街) |      | 빈칸      |
| 出口 · C                | 징미로(京密路)          | 징미로(京密路), 화자디 동로(花家地东路), 렌지 빌딩(人济大厦) |      |           |
| 아이콘 설명: 엘리베이터 |                         | |      |           |